# Hegedűverseny (Csajkovszkij)
Csajkovszkij D-dúr hegedűversenye (op.35) a zeneirodalom egyik legnépszerűbb és legnehezebb hegedűversenye, a „nagy” versenyművek egyike, amit hegedűre írtak. A komponista a darabot Auer Lipótnak ajánlotta, ő azonban lejátszhatatlannak tartotta, ezért a fiatal Adolf Brodszkij mutatta be. Később Auer is megváltoztatta a véleményét, többször eljátszotta, sőt a ma ismert kottakiadást is ő rendezte sajtó alá.

## A darab születése

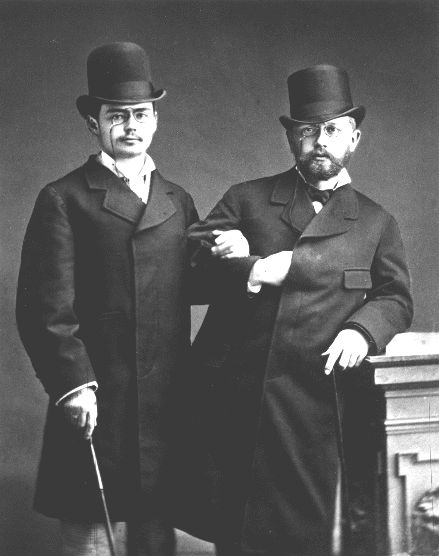
Joszif Kotek és Csajkovszkij, 1877

Csajkovszkij a hegedűversenyét Clarensben, a mai Montreux-ben, a Genfi-tó partján írta. Ide – legendás pártfogója, Nagyezsda von Meck asszony támogatásával – azért utazott, hogy katasztrofális házassága miatti depresszióját kiheverje. A komponista a munkába menekült, és viszonylag rövid idő, bő három hét alatt elkészült a darabbal, csak a középső, lassú tétel maradt kidolgozatlan. A komponálásban, illetve a hegedű sajátosságainak megfelelő megoldások kidolgozásában Joszif Kotek hegedűművész, Joachim József tanítványa volt segítségére. Csajkovszkij a darab befejezése után ezt írta Mecknének: „Ma egy újabb andantét írtam, amely jobban megy a két nagyon bonyolult saroktételhez. Az eredeti andante így önmagában áll, még két tételt szándékozom hozzákomponálni. A három együttesen alkot majd egy opuszt…”.
A zeneszerző a nagytekintélyű Auer Lipótnak ajánlotta versenyművét, aki a Pétervári Konzervatórium professzora volt. Auer azonban visszautasította a darabot, játszhatatlannak tartotta. A sértett Csajkovszkij megváltoztatta a dedikációt, és végül a 28 éves Adolf Brodszkij mutatta be a hegedűversenyt.
A források ellentétes adatokat közölnek a versenymű ősbemutatójának időpontját, sőt helyét illetően is, csupán Brodszkij személye a biztos. Van forrás, amelyik szerint a bemutató 1879-ben, Bécsben volt és Richter János vezényelt. Más forrás szintén 1879-et, de New Yorkot ír, a café momus szerint a bemutató Bécsben volt ugyan, de 1881-ben, a MÁV Szimfonikusok honlapja szerint viszont 1879-ben Pétervárott.
A bécsi bemutatót valószínűsíti az, hogy a források szívesen hivatkoznak egy nevezetes bécsi kritikus írására. A kritika fogadtatása hűvös, sőt lesújtó volt. Eduard Hanslick, a „vitriolos tollú” kritikus egyebek között ezt írta az első tételről: „Csajkovszkij orosz zeneszerző … ízléstelenül alkot. (…) Egy ideig mértékletesen, muzikálisan és nem is minden szellemesség nélkül halad, de hamarosan felülkerekedik benne a durvaság …. Itt már nem hegedű-játékról van szó, hanem a hegedű összekócolásáról, széttépéséről és püföléséről. Nem tudom, hogy ezeket a hajmeresztően nehéz részeket lehet-e egyáltalán tisztán játszani, csak annyit tudok, hogy Brodsky úr megkísérelte, s ezzel nem kevésbé kínzott bennünket, mint önmagát. Az Adagio lágy, szlávos mélabújával a szerző ismét a legjobb útra tér, … De ez hirtelenül félbeszakad, hogy átadja helyét egy finálénak, amely a hallgatót egy orosz búcsú brutális és szomorú vidámságába ragadja. Csupa vad, közönséges arcot látunk, durva káromkodást hallunk és a pálinka bűzét érezzük…”. A hegedűverseny erényeit ennek ellenére fokozatosan elismerték, és néhány év múlva már világszerte sikerrel adták elő, már Auer Lipót is lelkes propagálója volt. A darab azóta is hódít, a közönség szereti, számos hangfelvétel készült róla, minden hegedűművész igyekszik megtanulni és műsorán tartani.

## A zene
Csajkovszkij hegedűversenye a műfaj legkiemelkedőbb alkotásai közé számít. A komponista kiválóan oldotta meg az orosz népies jelleg és a nyugat-európai versenymű-irodalom összhangba hozását. Érzékletesen juttatja kifejezésre a hegedű hangjának szépségét, a hegedű és a zenekar egyensúlyát, aminek révén teljes hegedű–zenekari egységet mutató versenyművet alkotott. Az, hogy D-dúr hangnemben íródott, azt jelenti, hogy a hegedű karakterét – annak húrozása következtében – messzemenően ki tudja használni és meg tudja mutatni (nem véletlen, hogy a hegedűversenyek nagy többsége is ebben a hangnemben íródott).
Az 1. tétel (Allegro moderato, D-dúr) nagyszabású, terjedelmes része a hegedűversenynek. Rövid zenekari bevezetővel indul, a hegedű egy kis kadenciával lép be, majd a zenekar segítségével bontakozik ki a tétel melléktémája – az orosz románcok érzelmes, lírai hangján. A főtéma fortissimo szólal meg a teljes zenekaron. Csajkovszkij ebben a francia hegedűverseny-irodalom Viotti által bevezetett induló-szerű szerkesztését vette át. Végül a tétel – a műfaj szabályainak megfelelően – nagyívű, virtuóz, hatásos kadenciával zárul.
A 2. tétel (Canzonetta, Andante, g-moll) néha önálló darabként is fel-felbukkan hangversenyeken. A versenymű lassú tétele háromtagú, dalszerű forma, olyan, mint egy vallomás az olasz úton szerzett élményekről. A daltéma fuvola, oboa, klarinét, fagott és kürt párokon szólal meg – változatos formákban.
A 3. tétel (Finale, Allegro vivacissimo, D-dúr) szinte robbanásszerűen, attacca (szünet nélkül) következik a 2. tétel után. A tétel hangvétele összetéveszthetetlenül szlávos, felépítésében Beethoven Hegedűversenyének szonátarondó modelljét követi. Jellegzetes a tétel kétféle zenei anyaga: az egyik a tétel kezdetén hallatszott kirobbanó erejű, féktelen tánc, a másik egy lassú, fojtott, szinte nyugalmas hangulatú dallamrész. A záró rondótéma végül sodró lendülettel zárul.

## Hallgassuk meg
Csajkovszkij: Hegedűversenyének 3. tételét: